# Rhynchocyon chrysopygus
Espèce
Statut de conservation UICN

 EN B1ab(iii) : En danger
Nommé aussi : Rat à trompe à croupe dorée, musaraigne-éléphant à croupe dorée
Petit mammifère pesant dans les 550g au régime insectivore. Il mesure 525mm pour 244mm de queue
Le rat à trompe à croupe doré possède un long museau flexible.
Il possède une zone de peau épaissie  sous la partie postérieure de la croupe. Ce bouclier dermique est plus épais chez les mâles que chez les femelles.
Dotée d'oreilles et de pattes noirs. La queue est également noire, à l’exception du tiers distal qui est blanc. La fourrure est fine, raide et brillante; la queue a des poils clairsemés. Les rats à trompe sont semi-digitigrades (c’est-à-dire qu’ils marchent sur le bout des doigts).

## Répartition

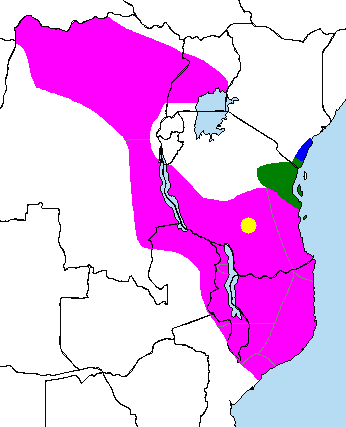
Rhynchocyon chrysopygus (Kenya)

- Rhynchocyon chrysopygus (Kenya)